# Muzeum klasztoru Ojców Dominikanów w Janowie Lubelskim
Muzeum klasztoru Ojców Dominikanów w Janowie Lubelskim – muzeum klasztoru dominikanów zlokalizowane w dawnych zabudowaniach klasztornych koło Parafii św. Jana Chrzciciela w Janowie Lubelskim. Muzeum zajmuje ogółem 4 pomieszczenia na pierwszym piętrze budynku. Oficjalne otwarcie odbyło się 15 września 2010 roku. Pomysłodawcą muzeum był ks. kan. dr Jacek Staszak obecny dziekan Dekanatu Janów Lubelski i kustosz Sanktuarium Matki Bożej Różańcowej Łaskawej w Janowie Lubelskim. Realizacją merytoryczną odpowiadają pracownicy Muzeum Regionalnego w Janowie Lubelskim.